# 長谷川凛
長谷川 凛（はせがわ りん、1983年1月3日 -）は、日本のストリッパー、元AV女優。旧芸名、山口 凛（やまぐち りん）
北海道出身。身長164cm、スリーサイズ はB82cm・W58cm・H86cm（プロフィールによってはバストサイズが伏せられている）。血液型はB型。

## 略歴
美容師として勤めていたとき、この業界へのスカウトを受ける。将来的にカフェを開店する夢を抱いており、その資金稼ぎのためもあって業界入り。
当初はAV女優としての活動だったが、どうしても撮影現場に馴染むことができず、僅か2本の作品をリリースしたのみでAV界を去る。
男性誌のグラビアモデルを1年間経験した後、ストリッパーへ転身。浅草ロック座所属ダンサーとして、2003年1月16日、新宿ニューアートで初舞台を踏む。翌2004年11月、芸名を山口 凛から現在の長谷川 凛に改名。

## 人物
趣味は散歩、特技は料理（特に和食）。
好きな物は桃、オロナミンC、ビーフジャーキー、和食、和菓子。苦手な物は柿、干しぶどう、ケーキ。